# Ehrenzeichen für deutsche Volkspflege

Die Medaille der deutschen Volkspflege ohne Schwerter

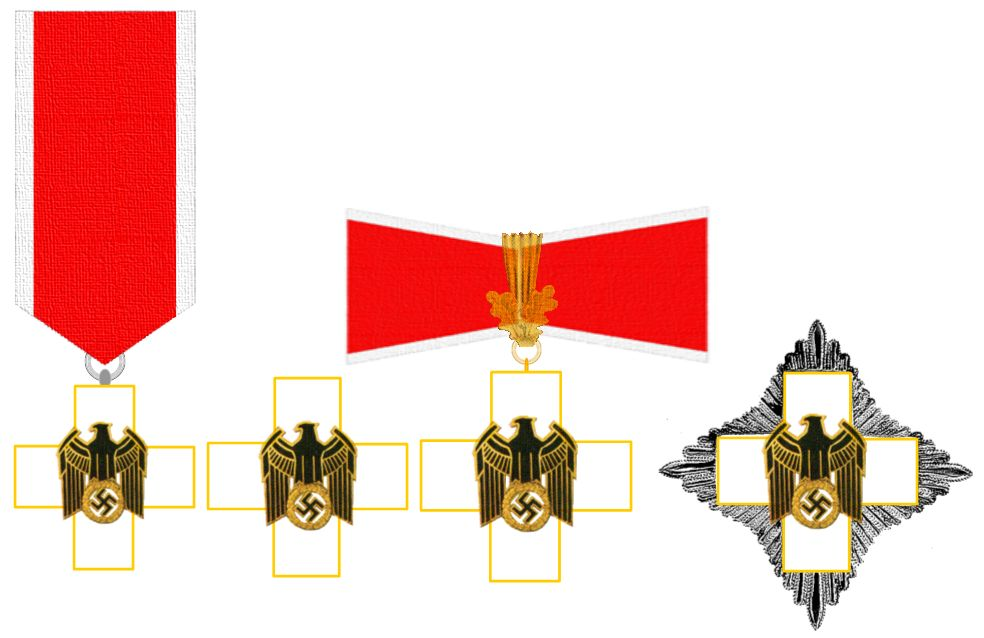
Die Ehrenzeichen der deutschen Volkspflege ab der Stufe III aufwärts (nicht maßstabsgerecht)

Vorschlageliste für die Verleihung der Volkspflegemedaille

Das Ehrenzeichen für deutsche Volkspflege wurde am 1. Mai 1939 per Verordnung durch Adolf Hitler gestiftet. Die Eingangsworte dieser Verordnung lauteten: Für Verdienste auf dem Gebiet der Volkswohlfahrt, des Winterhilfswerks, der Pflege der Kranken und Verwundeten im Frieden wie im Kriege, des Rettungswesens, der Pflege des deutschen Volkstums und der Fürsorge deutscher Volksgenossen im Ausland, stifte ich das "Ehrenzeichen für deutsche Volkspflege".  Die Auszeichnung trat an die Stelle des ab diesem Zeitpunkt nicht mehr verliehenen Ehrenzeichen des Deutschen Roten Kreuzes. Unterzeichnet war die Verordnung von Hitler, Rudolf Heß, Wilhelm Frick, Franz Seldte, Joseph Goebbels, Joachim von Ribbentrop, Wilhelm Keitel und Chef der Präsidialkanzlei Otto Meissner.

## Satzungsinhalt
Die ebenfalls am 1. Mai 1939 erlassene Satzung des Ehrenzeichens für deutsche Volkspflege bestimmte dann im Weiteren die nähere Ausgestaltung hinsichtlich des Ehrenzeichens. So wurde geregelt:

### Zweck des Ehrenzeichens
Das Ehrenzeichen der deutschen Volkspflege wurde zur Ehrung von Reichsangehörigen und von Ausländern, die sich auf dem Gebiet der Volkswohlfahrt, des Winterhilfswerkes, der Pflege der Kranken und Verwundeten im Frieden wie im Kriege, des Rettungswesens, der Pflege des deutschen Volkstums sowie der Fürsorge für deutsche Volksgenossen im Ausland verdient gemacht hatten, verliehen.

### Einteilung des Ehrenzeichens
Das Ehrenzeichen der deutschen Volkspflege wurde in vier Stufen verliehen, wobei es allerdings eine Sonderstufe gab. Es waren die nachfolgend aufgeführten Stufen:
1. das Ehrenzeichen für deutsche Volkspflege I. Stufe (vierstrahliger Bruststern als Sonderstufe)[3]
2. das Ehrenzeichen für deutsche Volkspflege I. Stufe (Halsdekoration)
3. das Ehrenzeichen für deutsche Volkspflege II. Stufe (Steckkreuz)
4. das Ehrenzeichen für deutsche Volkspflege III. Stufe (Bandorden)
5. die Medaille für deutsche Volkspflege[4]

Ab dem 30. Januar 1942 konnte die III. Stufe sowie die Medaille für Verdienste im Krieg auch mit gekreuzten Schwertern auf dem Band verliehen werden. Auf den anderen Stufen war lt. Verordnung des Oberkommandos des Heeres das zusätzliche Tragen "mit Schwertern" nicht gestattet.

### Form und Trageweise des Ehrenzeichens

#### Allgemeine Angaben
Das Ordenszeichen war ein gleichschenkliges, weiß emailliertes, gold gefasstes Baltenkreuz, dessen Mitte das Hoheitszeichen des Reiches trug. Der Reichsadler war dabei schwarz emailliert und hielt in seinen Fängen ein auf dem Kopf stehendes Hakenkreuz, das von einem goldenen Eichenlaubkranz umschlossen war. Die Rückseite der I. und II. Stufe ist weiß emailliert, die III. Stufe ohne Emaille. Der Entwurf stammt von Professor Richard Klein. Das Band des Ehrenzeichens war rot mit weißem Band.

#### 1. Stufe
Das Ehrenzeichen der 1. Stufe hat eine Größe von 52 mm und wurde an einem 56 mm breiten Band um den Hals getragen.

#### 2. Stufe
Das Ehrenzeichen der 2. Stufe hatte ebenfalls eine Größe von 52 mm und wurde als Steckkreuz ohne Band auf der linken Brustseite getragen.

#### 3. Stufe
Das Ehrenzeichen der 3. Stufe war 40 mm groß und wurde an einem 30 mm breiten Bande ebenfalls auf der linken Brustseite getragen.

#### Volkspflege-Medaille
Die runde "Medaille der deutschen Volkspflege" bestand aus versilberter Bronze bzw. Zink und hatte einen Durchmesser von 38 mm. Sie zeigt auf ihrer Vorderseite die Abbildung des Kreuzes der Stufen 1 bis 3 und rückseiteig die dreizeilige Inschrift:  Medaille / für deutsche / Volkspflege. Getragen wurde die Medaille auf der linken Brustseite an einem 30 mm breiten Band.

### Rückgabeverpflichtung
Bemerkenswert für die Ehrenzeichen der deutschen Volkspflege war, dass sowohl die Medaille als auch die sonstigen Ehrenzeichen bei Verleihung einer höheren Stufe an die Präsidialkanzlei der Ordenskanzlei zurückzugeben waren. Beim Ableben des Beliehenen jedoch verblieb das Ehrenzeichen oder die Medaille jedoch seinen Hinterbliebenen als Andenken.

### Rot-Kreuz-Auszeichnungen
Bei der Verleihung des Ehrenzeichens der deutschen Volkspflege waren die früher verliehenen Ehrenzeichen des Deutschen Roten Kreuzes der entsprechenden verliehenen Stufe abzulegen. Die etwas schwammige Formulierung des Artikels 5 dieser Satzung verbot als nicht zwangsläufig das Weitertragen von Rot-Kreuz-Auszeichnungen. So vermischten sich in der Praxis, hinsichtlich der Trageweise, Rot-Kreuz-Auszeichnungen mit den Ehrenzeichen der deutschen Volkspflege, wenn der Beliehene bis dato keine höhere Stufe verliehen bekommen hatte.

### Besitzurkunden
Die Vorschläge für die Verleihung der Ehrenzeichen wurden von den vorschlagenden Stellen (siehe Durchführungsverordnung) sodann an den Staatsminister und Chef der Präsidialkanzlei der Ordenskanzlei eingereicht. Die Ordenskanzlei legte dann die entsprechenden Vorschläge bei Hitler vor, der letztendlich darüber entschied. Die mit dem Ehrenzeichen oder der Medaille Beliehenen erhielten dann eine Besitzurkunde mit Unterschrift vom Chef der Präsidialkanzlei Otto Meissner.

## Durchführungsverordnung
Die Durchführungsverordnung zur Verordnung über die Stiftung des Ehrenzeichens der deutschen Volkspflege wurde zeitgleich mit der Satzung erlassen und regelt die letzten Details hinsichtlich der Verleihungspraxis. So waren die Vorschlagslisten von den vorschlagsberechtigten Stellen zu jedem Monatsende in dreifacher Ausfertigung der Präsidialkanzlei zu übersenden, wobei diese Listen jahrgangsweise zu beziffern und alphabetisch zu ordnen waren. Verlorengegangene Ehrenzeichen oder Medaillen wurden nicht ersetzt, sie mussten vom Beliehenen auf eigene Kosten wiederbeschafft werden. Vorschlagsberechtigt war jede Institution der deutschen Volkspflege, in deren Bezirk der Beliehene seinen Dienst verrichtete. Das waren wie bereits erwähnt die Stellen:
- der Volkswohlfahrt
- des Winterhilfswerks sowie die
- sonstigen Stellen, die mit Aufgaben der Volkspflege beauftragt waren.

## Sonstiges
Das Ehrenzeichen für deutsche Volkspflege gehört zu den nationalsozialistischen Orden, deren Führung in Deutschland nach dem Gesetz über Titel, Orden und Ehrenzeichen von 1957 in keiner Form zulässig ist.